# ダグ・リー
ダグ・リー（Douglas "Doug" Leigh）は　カナダのフィギュアスケートコーチで、マリポサフィギュアスケート学校のヘッドコーチ兼創設者。

## 来歴
アマチュア時代はハンス・ゲルシュヴィラー、カロル・ディビン、シェルドン・ギャルプライスにコーチをしてもらい、ジュニアレベルでカナダ国内選手権2位になる。

ジャンプの指導に定評があり、ストイコの4回転トゥループ、ムロズの4回転ルッツなどを指導した。指導した主なスケーターは
- ブライアン・オーサー
- エルビス・ストイコ
- 本田武史
- ジェニファー・ロビンソン
- スティーブン・カズンズ
- ジェフリー・バトル
- ベン・フェレイラ
- クリスティ・ヴィルツ＆クリス・ヴィルツ
- レスリー・ホーカー
- ゼウス・イッサリトチス
- ブランドン・ムロズ

### 表彰
Paul Harris Fellowship Award ( Rotary Club)

Nine CAC Awards (Coaching Association of Canada)

1996 Ontario Coach of the Year

1996 Canadian Coach of the Year

1998 Inducted into The Sports Hall of Fame for Figure Skating

2002/2003 Excellence in Education Award (Simcoe County District School Board)

2003 Named as one of Top 10 Coaches in Canadian Sport (Coaches Report Magazine)

2008 Recipient of the prestigious Geoff Gowan Award. Recognizing lifetime contribution to coaching development